# (9) Metis
|  | Aquest article tracta de l'asteroide. Vegeu Metis (satèl·lit) per al satèl·lit de Júpiter. |

(9) Metis és un dels majors asteroides del cinturó d'asteroides. Està compost de silicats i metalls de níquel-ferro. Va ser descobert per Andrew Graham el 25 d'abril de 1848 des d'Irlanda, el seu únic descobriment d'un asteroide. Pren el seu nom de Metis, deessa grega de la saviesa i el pensament.
Les dades de la seva corba de llum van fer suposar que podria tenir un satèl·lit. No obstant això, observacions subsegüents no ho van confirmar. Metis va ser observat amb el telescopi espacial Hubble el 1993.
Metis ha estat observat ocultant una estrella no menys de 5 vegades.